# Marie-Joseph Lagrange
Marie-Joseph Lagrange (Bourg-en-Bresse, 7 de março de 1855 — Marselha, 10 de março de 1938) foi um teólogo francês.

## Infância
Albert Lagrange, em religião Marie-Joseph Lagrange, nasceu num meio intelectual e burguês. O seu pai era um católico liberal, ou seja, defensor da democracia numa época em que a Igreja Católica Romana não se tinha ainda «convertido» à republica e à democracia.
Aos 10 anos, em 1865,foi estudar no Seminário Menor. Nesse internato, ele aprecia a arqueologia e a geologia, então  ciências emergentes; esta última é-lhe ainda estimulada e reforçada por um tio geólogo. O seu pai desejava que ele se tornasse notário. A sua mãe teria tido um sonho onde via o seu filho tornar-se padre. Aos 11 anos, o pequeno Alberto teve um primeiro apelo para o serviço divino.

## Formação
Em 1872, quando faz o concurso à Escola militar de Saint-Cyr onde é admitido, tem um primeiro contacto com a Ordem Dominicana recentemente restaurada em França por Lacordaire, fundador da província de Toulouse. O seu pai insiste na direcção do direito, até à obtenção da licenciatura em 1878, aos 23 anos.
No que diz respeito ao catolicismo, os Lagrange sentiam-se mais próximos de Montalembert que de Veuillot, o jornalista agitador do ultramontismo e do anti-dreyfusismo. O catolicismo liberal era europeu, pelo menos francês-belga.
Em 1877, o jovem Lagrange em virtude de uma conversão pessoal, solicita a sua entrada na Ordem Dominicana, vocação que não foi contrariada pelo seu pai que pensava precisamente que a Igreja tinha mais necessidade de um jurista nos tempos que corriam do que de um padre, no que não deixava de ter uma certa razão.
Passou um ano em Issy-les-Moulineaux junto dos padres do Santo Sepulcro onde se apaixona por Tomás de Aquino. Naquela época, o tomismo está em plena renovação e Lagrange apoiará a criação da Revue Thomiste do seu amigo Sertillanges (em 1891) para limpar o tomismo das mãos do integralismo. Passou um ano em  Salamanca onde aprendeu hebreu e posteriormente três anos num convento austríaco e na Universidade de Viena onde estudou as bases da filologia, árabe, egípcio e hiérogligrafia. O meio intelectual vienense transformou-o num verdadeiro aprendiz do hebreu, de outras línguas orientais e clássicas, exegese, alemão, exegese rabínica e Mishna. Obteve também a amizade do superior do convento, Fr. Andreas Früwirth, que será duradoura e preciosa quando este se tornar mais tarde Mestre Geral da Ordem.

## Trabalhos
- Lagrange, Marie-Joseph (1905). Historical Criticism and the Old Testament. London: [s.n.]
- ——— (1914). Saint Justin, philosophe, martyr. Paris: Libraire Victor Lecoffre
- ——— (1920). The Meaning of Christianity according to Luther and his followers in Germany. London, New York: Longham, Green and co.
- ——— (1921). Evangile selon Saint Luc. Paris: Libraire Victor Lecoffre